# رایاگادا
رایاگادا (به انگلیسی: Rayagada) یک شهرداری در هند است که در شهرستان رایگادا واقع شده‌است. رایاگادا ۷۳٬۳۰۸ نفر جمعیت دارد و ۲۰۷ متر بالاتر از سطح دریا واقع شده‌است.